# Fáskrúðsfjörður
Fáskrúðsfjörður (đôi khi gọi là Buðir) là một thị trấn ở đông Iceland. Dân số là 611 người và tạo thành một trong các làng của khu tự quản Fjarðabyggð. Fáskrúðsfjörður nằm trên fjord cùng tên, nằm giữa Reyðarfjörður và Stöðvarfjörður. Nó là một trong các khu định cư cực đông của đảo.
Thị xã có diện tích  km², dân số người. Các làng giáp ranh khác tạo nên khu tự quản Fjarðabyggð là: Eskifjörður (1.068 dân), Mjóifjörður (35 dân), Neskaupstaður (1.400 dân), Reyðarfjörður (2.238 dân) và Stöðvarfjörður (231 dân).